# Captain Tsubasa: Rising Sun
Captain Tsubasa: Rising Sun (キャプテン翼 ライジングサン, Kyaputen Tsubasa Raijingu San) est un manga de football créé par Yōichi Takahashi. Il s'agit de la cinquième série régulière de la saga de Captain Tsubasa. Il est prépublié du 28 décembre 2013 au 4 avril 2023, initialement dans le magazine Grand Jump jusqu'en 2020 puis dans le magazine Captain Tsubasa Magazine,. La publication en tankōbon par Shūeisha a débuté le 19 mai 2014.
En janvier 2023, il est annoncé que le manga entre dans son dernier arc, et qu'il s'agit de la dernière saga dans la série Captain Tsubasa. Le dernier chapitre est publié dans le Captain Tsubasa Magazine en avril 2024. L'histoire se poursuit toutefois sous forme de storyboard sous le titre Captain Tsubasa: Rising Sun Finals.

## Synopsis
La série commence avec Tsubasa Ozora qui, dans son Nankatsu, lance le défi qui caractérisera cette série : le capitaine du Japon aspire à gagner avec les compagnons de la génération d'or japonaise la médaille d’or du football masculin aux Jeux Olympiques. Ils seront bientôt à Madrid. Takahashi avant de montrer la voie des Asiatiques vers le tournoi olympique, insère cependant un flashback sur la conclusion de la Liga trois mois plus tôt c'est le dernier jour du championnat, et le Barcelone de Tsubasa, leaders du tournoi avec un point d'avantage sur le Real Madrid de Natureza, fait face à Grenade au Camp Nou, forcé de faire des points en Catalogne pour se sauver. En même temps, le Madrid affronte le Getafe, contraint d’espérer un faux pas de ses concurrents pour conquérir le championnat espagnol. À la mi-temps, le Real menait 3-0 face à ses rivaux, tandis que Barcelone, malgré l'attitude défensive de ses adversaires, se trouvait désavantagée 1-0.
Poussés par le public du Camp Nou, les blaugrana vont à l'attaque et obtiennent un penalty pour une faute sur Tsubasa, qui obtient de la rigueur habituelle Grandios à 11 mètres. La transformation japonaise, mais le tirage au sort ne garantit pas la victoire du championnat aux Catalans : le forçage de Barcelone se heurte à la défense acharnée de Grenade, jusqu’à un échange Tsubasa-Rivaul, qui se termine par une victoire de Drive Shot du numéro 28, qui plus tard, il a réussi son tour du chapeau en battant le tir de Rivaul sur la barre transversale avec un tir renversé. Après les manèges de la ville, Tsubasa (MVP du tournoi) et son épouse Sanae rentrent au Japon, se relocalisant au début de la série. Après une période de repos au Japon et après avoir dit au revoir à ses proches et à sa femme, enceinte de 2 jumeaux qui naîtront pendant les engagements nationaux de son mari, Tsubasa rejoint l'équipe olympique nationale japonaise à Toluca, au Mexique.

### Le retrait mexicain
Sur ordre de Kozo Kira, les Japonais de moins de 23 ans, dans lesquels ils ne sont pas hors de proportion, se préparent pour les Jeux Olympiques de Madrid, disputant les 23 places disponibles pour l’événement. 33 sont appelés pour cette retraite:
| - Shingo Aoi - Kotaro Furukawa - Kojirō Hyūga - Igawa Gakuto - Ryō Ishizaki - Mamoru Izawa - Hiroshi Jito - Kazami Shinnosuke - Takeshi Kishida | - Teppei Kisugi - Hikaru Matsuyama - Taro Misaki - Jun Misugi - Yuzo Morisaki (gardien de but) - Nakanishi (gardien de but) - Shun Nitta - Oda | - Okano - Tsubasa Ohzora - Mitsuru Sano - Sasaki - Takeshi Sawada - Makoto Sōda - Yuji Soga - Kazuki Sorimachi | - Sugimoto - Shingo Takasugi - Hajime Taki - Hanji Urabe - Michel Yamada (gardien) - Nobuyuki Yumikura - Genzo Wakabayashi (gardien de but) - Ken Wakashimazu (gardien de but, également employé comme attaquant) |

Au Mexique, il y a deux tests : le premier consiste en 3 mini-amis de 30 minutes contre le même degré de la Nouvelle-Zélande : dans le premier match, les Japonais ont déployé 11 des 14 joueurs ayant disputé la finale mondiale à côté de Hyuga, qui débloque immédiatement le résultat en doublant alors l’aide de Tsubasa. Les 3 matchs se termineront 7-0, 5-1 et 4-1.
Le deuxième engagement, 4 jours plus tard, est beaucoup plus difficile et voit les Japonais affronter les hôtes mexicains, également le dernier test avant les Jeux olympiques et habitué à l’air raréfié. Dans un stade Azteca plein de Japon, il s'est réuni deux ans après le Mondial, du même âge qu'au Mexique, mené par le gardien Ricardo Espadas (devenu professionnel à Everton) et par Manatis, Salas et Ramirez, ce dernier. Les Japonais, qui déploient la même formation que le premier match contre la Nouvelle-Zélande, lancent l'attaque, Tsubasa sautant l'idole locale Ramirez et concluant avec un Shot Shot sauvé par Espadas, de retour d'un entraînement difficile avec Les anciens coéquipiers nationaux Alves, Garcia et Lopes, ont passé à lucha libre. Le gardien mexicain sort de l'aire de jeu et sert Suarez et Saragoza, dont le tir est bloqué par Wakabayashi.Espadas neutralise de nombreuses conclusions des Japonais, qui voient les Européens Tsubasa, Hyuga et Aoi essayer de rester fidèles à une promesse faite la nuit précédente : pour les trois, il s’agit du premier véritable match contre l’Olympique national japonais et acceptent de prouver leur valeur dans le match aztèque, entraînant l'équipe à la victoire. S'ils échouent (prenant la tête en première période), ils promettent d'abandonner l'équipe nationale olympique. Vous arrivez à la 30e minute de la première mi-temps, où Espadas après avoir rejeté un Tsubasa renversé et un double coup de Hyuga et Wakashimazu, doit capituler pour une tête d'Aoi qui empoche à la porte vide après la fin du ballon barre transversale. En action également, le gardien mexicain remédie à une blessure au bras gauche, mais décide de rester sur le terrain contre l’avis de ses compagnons (il sera remplacé à la fin du premier semestre). Après une sortie de Wakabayashi aux pieds de Salas, le Japon, galvanisé par l'avantage, commence à prendre garde. La narration du match est interrompue ici, et les journaux japonais constateront que le match s’est terminé 8-0 (avec un tour du chapeau de Tsubasa, un doublé de Hyuga et un but de Matsuyama et Nitta). Kozo Kira, qui en tant que joueur à Azteca avait remporté la médaille de bronze aux Jeux olympiques de 1968, a finalement battu le 23e groupe pour Madrid (dont 4 comme réserviste et un comme assistant). Les choisis (avec les parenthèses le nom correspondant de la version française de l'anime, si présent) sont :
| N. |                  | rôle | joueur                              |
| -- | ---------------- | ---- | ----------------------------------- |
| 1  | Drapeau du Japon | P    | Genzō Wakabayashi (Thomas Price)    |
| 2  | Drapeau du Japon | D    | Gakuto Igawa                        |
| 4  | Drapeau du Japon | D    | Ryō Ishizaki (Bruce Harper)         |
| 5  | Drapeau du Japon | D    | Hiroshi Jito (Clifford Yuma)        |
| 6  | Drapeau du Japon | A    | Hajime Taki (Ted Carter)            |
| 7  | Drapeau du Japon | D    | Makoto Sōda (Ralph Peterson)        |
| 8  | Drapeau du Japon | C    | Mamoru Izawa (Paul Diamond)         |
| 9  | Drapeau du Japon | A    | Kojirō Hyūga (Mark Landers)         |
| 10 | Drapeau du Japon | C    | Tsubasa Ohzora (Oliver Atton)       |
| 11 | Drapeau du Japon | C    | Tarō Misaki (Ben Becker)            |
| 12 | Drapeau du Japon | C    | Hikaru Matsuyama (Philip Callaghan) |
| 13 | Drapeau du Japon | A    | Kazuki Sorimachi (Eddie Bright)     |

| N. |                  | rôle  | joueur                        |
| -- | ---------------- | ----- | ----------------------------- |
| 14 | Drapeau du Japon | D     | Jun Misugi (Julian Ross)      |
| 15 | Drapeau du Japon | C     | Takeshi Sawada (Danny Mellow) |
| 16 | Drapeau du Japon | C     | Mitsuru Sano (Sandy Winters)  |
| 17 | Drapeau du Japon | P / A | Ken Wakashimazu (Ed Warner)   |
| 18 | Drapeau du Japon | A     | Shun Nitta (Patrick Everett)  |
| 19 | Drapeau du Japon | A     | Teppei Kisugi (Johnny Mason)  |
| 20 | Drapeau du Japon | C     | Shingo Aoi (Nico Alliot)      |
| 21 | Drapeau du Japon | P     | Yuzo Morisaki (Alan Crocker)  |
| 22 | Drapeau du Japon | D     | Yuji Soga                     |
| 23 | Drapeau du Japon | D     | Hanji Urabe (Jack Morris)     |
| 24 | Drapeau du Japon | C     | Kazumasa Oda (Peter Shakes)   |

Alors que le Japon poursuit son retrait au Mexique, le Brésil mené par les artilleurs de Liga Natureza et Santana et par les offshore Rivaul, Radunga et Roberto Carolus, mène 6-0 contre l’équipe nationale de Belgique au stade Morumbi de São Paulo, imprimer comme favori pour la médaille d'or. L'équipe nationale, entraînée par Joan Aragones, comprend également Roberto Hongô, ancien mentor de Tsubasa et entraîneur du représentant brésilien du championnat du monde des moins de 20 ans, deux ans plus tôt. Le même jour en Espagne, en présence de la propriétaire nationale (qui compte parmi ses rangs Miguel), sont tirés au sort 4 tours du premier tour du tournoi olympique de football:
| Groupe A         | Groupe B     | Groupe C  | Groupe D  |
| ---------------- | ------------ | --------- | --------- |
| Espagne          | France       | Japon     | Brésil    |
| États-Unis       | Mexique      | Argentine | Allemagne |
| Cameroun         | Corée du Sud | Pays-Bas  | Chine     |
| Nouvelle-Zélande | Ghana        | Nigeria   | Sénégal   |

Pour le Japon, il y a donc un groupe de fer, qui les verra affronter l'Argentine de Diaz, le Nigeria d'Ochado et Bobang, et les Pays-Bas entraînés par Otto Leigaat et qui verront Brian Cruyfford (frais du titre néerlandais avec l'Ajax) et dans les branches Davi et Luikal les atouts. Selon les statistiques compilées des Néerlandais (premiers adversaires des Japonais), les 4 équipes de ce groupe figurent parmi les grands favoris de la médaille d’or, ce qui fait que le groupe C mérite l’attribut de groupe de la mort.  Les Japonais reçoivent la nouvelle du tirage au sort lors du retrait à Toluca, mais leurs commentaires sont rapidement interrompus par une maladie de Tsubasa, qui à la lecture des groupes s'évanouit sur le terrain en raison d'une forte fièvre et est transportée à l'hôpital.  Les investigations auxquelles le capitaine du Japon est soumis reconnaissent tout à un état de fatigue (dû à la coûteuse saison européenne et au recul au Mexique) et pour cela, Tsubasa devra observer une période de repos avant d’atteindre ses coéquipiers en Espagne.

### Les Jeux Olympiques de Madrid
Au premier tour des différents groupes ont facilement remporté l'Espagne de Miguel, le Brésil de Santana et Natureza contre la Chine de Sho, l'Allemagne de Schneider et l'Argentine de Diaz qui s'impose dans le défi entre les numéros 10 contre Ochado du Nigeria.  Le Japon avec Tsubasa récupéré face aux Pays-Bas de Bryan Cruifford, Luikal et Davi : ce sont eux qui prennent les devants grâce à Bryan Cruyfford qui dribble d'abord Tsubasa avec ses techniques Spiral puis bat Wakabayashi grâce à la complicité de Luikal sur le visuel au gardien de but japonais ;  avant l’intervalle, le Japon parvient à renverser le sort du match avec trois buts, auxquels un autre est ajouté en seconde période, une fraction de jeu dans laquelle Genzo effectue un miracle à la fin de Krayfort : il se termine donc 4-1 pour le Japon.
Au deuxième tour, le Japon affronte l’Argentine de Diaz, Pascal, Galvan et les défenseurs défensifs Simeore et Varon : il y a des occasions de marquer et dans la première mi-temps, Tsubasa annule son but, dribble toute l'équipe adverse et marque à Wakabayashi avec un vélo ;  Par la suite, au début de la deuxième mi-temps, Diaz a doublé avec un filet de main injustement validé, mais peu de temps après, le Japon atteint les adversaires avec des buts de Hyuga et de Nitta.  Enfin, en finale, les Japonais prennent les devants grâce à Misaki, qui marque le score final 3-2 pour le Japon.
Lors de la dernière manche du groupe, les Japonais ont facilement battu le Nigeria d'Ochado avec un tour du chapeau de Hyuga, avant de passer en quarts de finale comme premier de leur groupe ; En attendant, les Jeux Olympiques se poursuivent et pour participer, il y a aussi des non-footballeurs du manga comme le boxeur Kanda et le joueur de softball Maki. L'Argentine bat les Pays-Bas et passe deuxième, tandis qu'en quarts de finale déjà définie, il y a l'Espagne contre le Mexique et la France contre les États-Unis.  Dans le grand match du groupe D, le Brésil et l’Allemagne sont confrontés à la première place, utile pour éviter le défi contre le Japon en quarts de finale: le vert et commencer avec le trio Santana - Natureza - Rivaul sur le banc et passer sous trois buts dans le premier temps au moyen d'un Schneider sauvage.  En deuxième période, ils entrent dans le peloton des trois étoiles brésiliennes et parviennent à tirer le score malgré les défilés du gardien allemand Muller. Après cela, le capitaine de l’Allemagne a marqué le quatrième but et son équipe a fermé en défense: il ne reste plus que quelques minutes avant la fin du match.  Les Brésiliens attaquent dans tous les sens le but allemand et au terme des huit minutes de récupération, grâce à un penalty transformé par le capitaine Rivaul, ils obtiennent le nul qui permet aux gourmands d’éviter le Japon en quarts de finale.
Dans le premier match des quarts de finale, les hôtes de l’Espagne ont immédiatement marqué deux buts contre le Mexique en raison d’un doublé d’Espadas, déployé pour la première fois comme attaquant.Au milieu de la première moitié, le champion mexicain revient dans le rôle de gardien de but, mais devra se rendre à Miguel, de plus en plus mystérieux, qui réalise 6 buts, tous en deuxième mi-temps. Le deuxième match est opposé au Japon et à l’Allemagne : les Asiatiques mettent la pression en première période et établissent un réseau avec Hyuga, mais ceci est annulé par une faute sur le gardien de but ;  la deuxième mi-temps se joue, et casser la balance et l'entrée dans le champ d'Ishizaki qui sert au duo Tsubasa-Misaki la balle de l'avantage, obtenue grâce à un nouveau super-shot inspiré du Full Metal Phantom de Santana et Natureza.